# 短翅拟蜢跳螳
短翅拟蜢跳螳（学名：Pseudoyersinia brevipennis）是法国特有及绝灭的一种螳螂，该物种仅已知一具于1860年在法国耶尔采集到的模式标本。由于该片区域广为人知并常因其的昆虫动物群而受到研究者调查，且自1860年短翅拟蜢跳螳被描述以来再无任何已知的记录，该物种被认为已经灭绝。
关于短翅拟蜢跳螳的栖息地和灭绝原因现时均不明确。